# موتسوکی کاتو
موتسوکی کاتو (ژاپنی: 加藤 陸次樹؛ زادهٔ ۶ اوت ۱۹۹۷) یک بازیکن فوتبال اهل ژاپن است.
از باشگاه‌هایی که در آن بازی کرده‌است می‌توان به باشگاه فوتبال زویگن کانازاوا اشاره کرد.